# Korab (herb szlachecki)

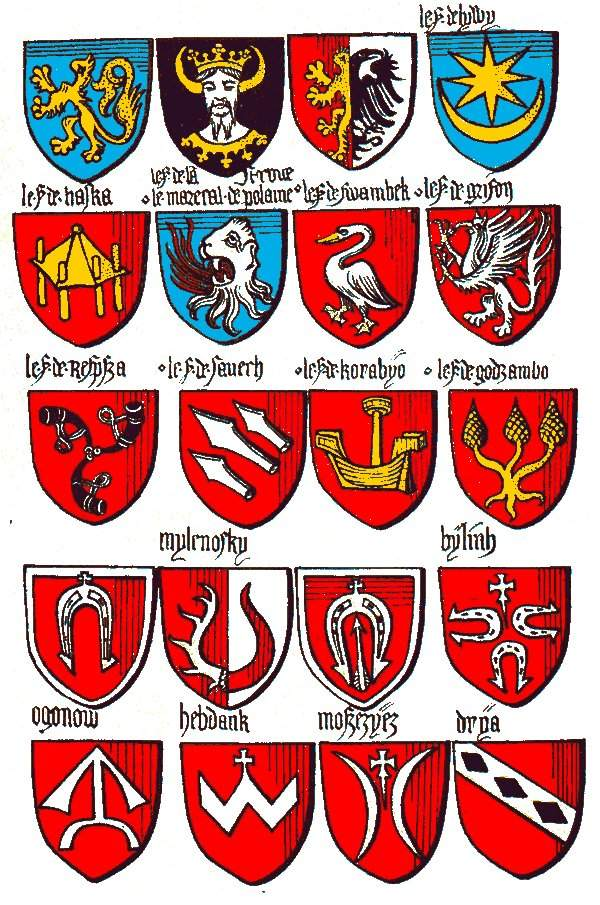
Korab wśród innych polskich herbów w Herbarzu Złotego Runa z około 1433-1435.

Korab (Korabczik, Korabiów) – polski herb szlachecki, związany z zawołaniem Korab. Używano go głównie w ziemiach: kaliskiej, poznańskiej, sieradzkiej i na Mazowszu.

## Opis herbu
Opis zgodnie z klasycznymi regułami blazonowania:
W polu czerwonym korab złoty z takąż murowaną blankową wieżą.
W klejnocie samo godło.
Pierwotna, średniowieczna forma miała okręt z masztem złotym i bocianim gniazdem, bądź z masztem i żaglem srebrnym. Do XVI wieku została wyparta przez formę z wieżą blankowaną.

## Najwcześniejsze wzmianki
Herb pochodzenia angielskiego. Najstarsza pieczęć pochodzi z 1299 roku, zaś najstarszy zapis z 1403.
Herb przedstawiony w Herbarzu Złotego Runa z lat 1433-1435.
Najwcześniejsze lokalne źródło heraldyczne wymieniające herb to datowane na lata 1464–1480 Insignia seu clenodia Regis et Regni Poloniae polskiego historyka Jana Długosza, który wywodził go z terenu Niemiec. Zapisuje on informacje o herbie wśród 71 najstarszych polskich herbów szlacheckich we fragmencie: "Korabyczyczy nauem marinam cum velo et mało auream in campo rubeo defert. Ex Almania ducens genus; viri recti et mediocritate contenti.".

### Legendy herbowe
Legendy herbowe głoszą, że herb ma przedstawiać okręt, którym przodek Korabitów przypłynął do Polski. Różne wersje legendy twierdzą, że tymi przodkami byli: biskup krakowski Robert, który w XII wieku przybył do Polski bądź też rycerze normańscy o nazwisku Lacy, przybyli za czasów Bolesława III Krzywoustego.
Istnieje też wersja legendy, która twierdzi, że herb z okrętem otrzymali "rycerze okrętowi" w czasie wypraw krzyżowych.

## Herbowni
Abramowicz, Adamczewski, Adamczowski, Andrykiewicz, Andryszkiewicz, Bakielewicz, Bazylewicz, Bąkowski, Benkin, Berbasz, Białuch, Bieniecki, Bieniedzki, Bierbasz, Biernacki, Bobkowski, Bodzewski, Bogusławski, Boguszewski, Boguszowski, Boiński, Bojanowski, Bojemski, Bojeruski, Bolembski, Bolemski, Boleński, Boleski, Bołądź, Bołońdź, Boniński, Bońkowski, Bortowt, Borzkowski, Bronowicki, Bronowski, Brzeski, Brzozowski, Bugielski, Buniński, Burnejko, Chaciszewski, Chajecki, Chajewski, Chajęcki, Chasicki, Chasiecki, Chiżanowski, Chlewski, Chociszewski, Chociszowski, Chojecki, Chrościelski, Chruśliński, Chrzanowski, Chrznowski, Chwalibogowski, Chwalibowski, Chyżanowski, Cimerman, Cymerman, Czacharowski, Czachorowski, Czachowski, Czachórski, Czachurski, Czajkowski, Czarnecki, Czarnołozki, Czarnołuski, Czartkowski, Czartowski, Czeberako, Czebieraka, Czechelski, Czepiel, Czepielewski, Czepielowski, Czepielski, Czepik, Czepulewicz, Czernicki, Czerniecki, Czocharski, Ćwirko, Dąbrowski, Dobkint, Dolański, Domasowski, Domaszowski, Dowkint, Dowkont, Drogoszewski, Droszewski, Drozdowski, Dubalski, Dulibiński, Dulibowski, Dymitrowski, Dyski, Dziadkowski, Dziatkowski, Dziekoński, Ejsmont, Esmont, Eysmont, Eysymont, Ejsymont, Falibowski, Faliński, Figura, Filiński, Fischel, Fiszel, Gabriałowicz, Gabryałowicz, Gałęski, Gawłowski, Gądkowski, Gąssowski, Gątkowski, Gerłowski, Gierłowski, Gilicki, Gliniecki, Głoskowski, Głuszkowski, Gniazdowski, Godziątkowski, Gogoliński, Goraj, Gordziałkowski, Goryński, Gorzycki, Goydomowicz, Goydymowicz, Grabanowski, Grędzica, Grodzielski, Grudzielski, Grudziński, Grzędzica, Grzywowski, Gudzikiewicz, Guńkowski, Haczkowski, Hajdamowicz, Hajdomowicz, Hajewski, Hardziewicz, Hatowski, Hliniecki, Hołowicki, Horaj, Horawski, Hordziewicz, Hordziewski, Horodziejewski, Hotowicki, Hotowski, Jadamczewski, Jadamczowski, Jankowski, Jezierski, Jucewicz, Jurewicz, Kałowski, Karczewski, Karnowicz, Karpiński, Karpowicz, Karpuszko, Karski, Kiend, Kiendziewicz, Kitkiewicz, Kleczkowski, Kłodawski, Knistowt, Kobierzycki, Kociałkowski, Kociełkowski, Kociołkowski, Koczanowski, Kokoski, Kokowski, Kokus, Kolbuszewski, Kolbuszowski, Kołdowski, Kołodowski, Korabiewicz, Korabiewski, Korabiński, Korabiowski, Korobka, Koropowicz, Kosieradzki, Kosk, Kosko, Koszowski, Kościałkowski, Kościełkowski, Kotarowski, Kotnowski, Kotowiecki, Kotwicki, Kowalski, Kozieradzki, Kozłowiecki, Krampiewski, Krasowski, Krąpiewski, Krąplewski, Krempski, Krępski, Kroczewski, Kroczowski, Krokocki, Krokwicki, Krompiewski, Krompniewski, Krowicki, Kruklewnicki, Krynicki, Kryński, Krzeczkowski, Krzętkowski, Krzyaszowski, Kucharski, Kujałowski, Kwiatkowski, Labęcki, Lachowicz, Lacki, Laskowicz, Laskowski, Lebiedowicz, Leskowicz, Ligęza, Lobeski, Loża, Lubeski, Lubowicki, Luteński, Lutkiewicz, Lutomski, Lutyński, Łabanow, Łabanowski, Łabenski, Łabęcki, Łabędzki, Łabieski, Łabudziński, Łaski, Łaskowski, Ławrynowicz, Łaza, Łazowicki, Łazowiecki, Łęski, Łobeski, Łobod, Łoboda, Łodż, Łopacki, Łopatecki, Łoza, Łódź, Łyszczyński, Maciejczak, Majkowski, Malicki, Małaszewicz, Małkowski, Marski, Mąkoliński, Mestwiłł, Michniewicz, Mielaczewski, Miełaczewski, Mierzewski, Miklaszewski, Mikołajewicz, Milczewski, Milisiewicz, Miłaczewski, Miłaczowski, Miładowski, Miłasiewicz, Miłaszewicz, Mirzewski, Mitaszewicz, Mitkiewicz, Młodziejewski, Młodziejowski, Młodziowski, Molski, Monstwild, Montwił, Montwiłło, Morawski, Morgajewski, Moszczyński, Mrawiński, Mrowiński, Murawski, Nacesławski, Naciesławski, Nacisławski, Naczesławski, Nadsławski, Nawojski, Nayniewicz, Nazarewicz, Nącesławski, Nieradzki, Niewiemski, Oleszkiewicz, Oleszkowicz, Orzeszko, Orzeszkowski, Osławski, Ososki, Osowski, Ostrowski, Pacynka, Pacynko, Pacynowski, Paczynowski, Pajęcki, Parachamowicz, Paradowski, Parchamowicz, Pawłowski, Peckowicz, Penza, Pepłowski, Perucki, Perzyński, Pęczykowski, Piątkowski, Pieczanowski, Piecznowski, Pieczynowski, Pieńczykowski, Pierucki, Pierzyński, Pietraszewski, Pietraszko, Pięczniewski, Pięcznowski, Piontkowski, Piotraszko, Piotruszewski, Pliśniewicz, Podejko, Podyjka, Ponikwicki, Poradowski, Powidzki, Pozilewicz, Poźlewicz, Pruśliński, Przeczeń, Przeniewski, Przyjazny, Radlica, Radlicki, Rajski, Rakielewicz, Rayski, Rogowski, Rolikowski, Rosowski, Rulikowski, Rusiecki, Rusocki, Russocki, Sabra, Sackowicz, Saleniewicz, Sczurski, Sęczkowski, Skarszewski, Skipor, Skulski, Słabosiewski, Słaboszewski, Słonecki, Snarski, Sobocki, Sokołowski, Solikowski, Sołomko, Sopociński, Soseński, Stanczykowicz, Stojanowski, Szadwid, Szamotulski, Szczurowicki, Szczurowski, Szczurski, Szulski, Śliwicki, Śliwnicki, Świecicki, Święcicki, Taniczewski, Taniszewski, Taniszowski, Tarussa, Tarusz, Teszyński, Tokarski, Twarowski, Uruski, Walczyński, Wawrowski, Wąglewski, Wdziekowski, Wdziękoński, Węgierski, Wiązkowicz, Widmont, Wietrykowski, Wietrzykowski, Wojchowski, Wojciechowski, Wojsanowski, Wojsławski, Wojszycki, Wolanowski, Zadzik, Zbikowski, Zdzenicki, Zdzeński, Zdzienicki, Zdzieński, Zdziński, Zimmermann, Żbikowski, Żebrak, Żeromski, Żoromski.

## Występowanie w heraldyce terytorialnej
- herb Łasku
- herb Staszowa
- herb powiatu staszowskiego
- herb gminy Bieliny
- herb gminy Grębów